# Sumatrininae
Sumatrininae es una subfamilia de foraminíferos bentónicos de la familia Neoschwagerinidae, de la superfamilia Fusulinoidea, del suborden Fusulinina y del orden Fusulinida. Su rango cronoestratigráfico abarca el Pérmico superior.

## Discusión
Clasificaciones más recientes incluyen Sumatrininae en la superfamilia Neoschwagerinoidea, y en la subclase Fusulinana de la clase Fusulinata.

## Clasificación
Sumatrininae incluye a los siguientes géneros:
- Afghanella †
- Presumatrina †
- Sumatrina †

Otros géneros considerados en Sumatrininae son:
- Pseudolepidolina †, aceptado como Sumatrina
- Pseudosumatrina †, aceptado como Afghanella